# Isomacrolobium conchyliophorum
Isomacrolobium conchyliophorum là một loài thực vật có hoa trong họ Đậu. Loài này được (Pellegr.) Aubrév. & Pellegr. mô tả khoa học đầu tiên năm 1958.